# 德国十月
德国十月（德語：Deutscher Oktober）是指共产国际执行委员会在1923年10月于魏玛共和国发起共产主义革命的计划。当时，魏玛共和国面临严重的政治和经济危机。在“统一战线”战略下，共产国际指示德国共产党与德国社会民主党在图林根州和萨克森州组建联合政府，并利用这些资源来协助革命。尽管付出了努力，德国共产党和共产国际未能获得足够的支持，于10月21日叫停该计划。然而，德国共产党在汉堡的分支仍决定发动起义。10月23日，汉堡工人在恩斯特·台尔曼的领导下发动起义，进攻警察所，构筑街垒，与城内军警展开激战。但当时德共中央的主要领导人海因里希·布兰德勒已经通知各地党组织和工人取消武装起义，汉堡工人孤军奋战、处境艰难，被迫于10月25日退出战斗停止起义。
德国共产党进入萨克森州和图林根州政府本身就引发了危机。奥托·格斯勒指挥的国家防卫军在施特雷泽曼内阁和帝国总统弗里德里希·艾伯特的支持下，向这些政府发出最后通牒，要求重组政府以排除共产党人。图林根州政府同意要求，埃里希·采根领导的萨克森州政府则拒绝，迫使格斯勒部署国家防卫军，并任命一名帝国专员，罢免采根并占领州议会。两天后，成立一个只有德国社会民主党成员参加的政府。